# 輝岩角
輝岩角（英語：Pyroxenite Promontory）是南極洲的岬角，位於伊利沙伯女皇地，處於杜費克山西端附近，屬於彭薩科拉山脈的一部分，海拔高度約1,150米，現時由南極條約體系管理。